# Selsingen
Selsingen er en kommune med godt 3.500 indbyggere (2013) der er administrationsby i Samtgemeinde Selsingen i den nordøstlige del af Landkreis Rotenburg (Wümme), i den nordlige del af den tyske delstat Niedersachsen.

## Geografi
Selsingen ligger i Zevener Geest der er en del af den større Stader Geest, og floden Oste løber langs den sydvestlige kommunegrænse.

### Inddeling
Kommunen består ud over hovedbyen af de indtil 1974 selvstændige kommuner Granstedt, Haaßel, Lavenstedt og Parnewinkel, samt landsbyen Eitzte.